# 長崎サラダ
長崎サラダ（ながさきサラダ）は、長崎県長崎市の一部の飲食店でメニューとなっているB級グルメ料理で、皿うどんを使ったサラダ、もしくは麺料理。

## 概要
店によって形態は異なるが、一般的にはパリパリに揚げた細麺の皿うどんの上に、生野菜を載せドレッシングなどをかけるか、マヨネーズなどで和えた生野菜を載せた料理。中華鍋で野菜や肉などを炒めて、あんかけにしたものを載せるのが一般の皿うどんであるが、生の野菜に置き換わっている。
ちゃんぽんやトルコライス、佐世保バーガーといった一般に定着したB級グルメや郷土料理と比べるとまだまだ知名度が低いが、2007年から2023年まで長崎市長を務めた田上富久が自らのホームページで「好きな食べ物」として公言してから広がり、近年認知度が高まっているご当地グルメの一つである。
単品としての提供以外に、定食の内の一品として供される場合もある。

## 歴史
元は日本赤十字社長崎原爆病院1階にある食堂で提供されていた料理で、FM Nagasakiの番組制作後記によると誕生したのは1996年とされている。田上が取り上げたことから話題となり、長崎市内の飲食店に広がった。
2006年3月には福岡市のマルタイが長崎サラダを家庭で手軽に食べるための、極細揚げ麺のみの「パリパリサラダ麺」を販売開始した。
2009年3月にはグリコ栄養食品が「米油で揚げた麺のパリパリサラダ」を発売、この商品にはマヨネーズ風ゴマドレッシングが添付されている。
2009年9月の第一回「九州ご当地グルメグランプリ」にもノミネートされている。
2018年2月、東洋水産が「マルちゃん パリパリ無限キャベツのもと／パリパリ無限もやしのもと」を発売